# MMD2
MMD2 (англ. Monocyte to macrophage differentiation associated 2) – білок, який кодується однойменним геном, розташованим у людей на 7-й хромосомі. Довжина поліпептидного ланцюга білка становить 270 амінокислот, а молекулярна маса — 31 264.
| 10         |  | 20         |  | 30         |  | 40         |  | 50         |
| ---------- |  | ---------- |  | ---------- |  | ---------- |  | ---------- |
| MFAPRLLDFQ |  | KTKYARFMNH |  | RVPAHKRYQP |  | TEYEHAANCA |  | THAFWIIPSI |
| LGSSNLYFLS |  | DDDWETISAW |  | IYGLGLCGLF |  | VVSTVFHTIS |  | WKKSHLRMVE |
| HCLHMFDRMV |  | IYFFIAASYA |  | PWLNLRELGP |  | WASHMRWLVW |  | IMASVGTIYV |
| FFFHERTGSC |  | VQFLRGEACP |  | KAGTACLPAR |  | YKLVELLCYV |  | VMGFFPALVI |
| LSMPNTEGIW |  | ELVTGGVFYC |  | LGMVFFKSDG |  | RIPFAHAIWH |  | LFVAFGAGTH |
| YYAIWRYLYL |  | PSTLQTKVSK |  |            |  |            |  |            |

A: Аланін

C: Цистеїн

D: Аспарагінова кислота

E: Глутамінова кислота

F: Фенілаланін

G: Гліцин

H: Гістидин

I: Ізолейцин

K: Лізин

L: Лейцин

M: Метіонін

N: Аспарагін

P: Пролін

Q: Глутамін

R: Аргінін

S: Серин

T: Треонін

V: Валін

W: Триптофан

Кодований геном білок за функцією належить до рецепторів. 
Задіяний у такому біологічному процесі, як альтернативний сплайсинг. 
Локалізований у мембрані, апараті гольджі.